# جيمس جورج
جيمس جورج هو دبلوماسي كندي، (ولد في تورونتو في كندا 1918 – 2020 م).